# Katie Summers
Katie Summers (Fort Worth, Texas; 9 de julio de 1989) es una actriz pornográfica y bailarina de estriptis estadounidense.

## Carrera
Summers comenzó en la industria del entretenimiento para adultos bailando en un club de estriptis en Texas. Katie hizo su primera escena de sexo para el sitio web para adultos Reality Kings en junio de 2009. Entre las principales empresas en las que Summers ha aparecido en películas explícitas con clasificación X se encuentran Evil Angel, Adam & Eve, Hustler, Devil's Film, Pulse Distribution y Jules Jordan. Fue nominada para un premio AVN a la mejor escena de sexo grupal de chicas en 2012.